# Jiskra Hrušov
Jiskra Hrušov je český fotbalový klub z Ostravy-Hrušova, který byl založen 1. července 1952 jako podniková jedenáctka Hrušovských chemických závodů. Klubovými barvami jsou modrá a bílá. Od sezony 2014/15 hraje Ostravský městský přebor (8. nejvyšší soutěž).
Největším úspěchem klubu je účast v nejvyšší krajské soutěži (1983/84, 1984/85 a 1985/86).
Svoje domácí zápasy hraje na škvárovém hřišti v areálu TJ Jiskra Hrušov v Ostravě-Muglinově v ulici V Koutech.

## Historické názvy
Zdroj: 
- 1953 – DSO Jiskra Ostrava-Hrušov (Dobrovolná sportovní organisace Jiskra Ostrava-Hrušov)
- 1957 – TJ Jiskra Ostrava-Hrušov (Tělovýchovná jednota Jiskra Ostrava-Hrušov)
- 1960 – TJ Jiskra MCHZ Ostrava (Tělovýchovná jednota Jiskra Moravské chemické závody Ostrava)
- 1997 – TJ Jiskra Hrušov (Tělovýchovná jednota Jiskra Hrušov)[7]
- 2014 – Jiskra Hrušov, z.s. (Jiskra Hrušov, zapsaný spolek)[6]

## Stručná historie klubu
Jedním ze zakládajících členů a dlouholetým předsedou oddílu byl Miroslav Slíva, u zrodu klubu stál také Ferdinand Nedabýlek.
Za Jiskru Hrušov hráli mj. Ladislav Bajger, Jiří Večerek, Lubomír Šrámek a Josef Vludyka. A-mužstvo trénovali např. Zdeněk Malcharek a Lumír Mochel.
Do roku 2017 byl předsedou Petr Kobliha, který do klubu přišel jako trenér mládeže v roce 1972 – v té době ještě hrál za konkurenční Baník Stachanov Hrušov. Od září 2017 je předsedou klubu Petr Rada.

## Umístění v jednotlivých sezonách
Stručný přehled
Zdroj: 
- 1982–1983: I. A třída Severomoravského kraje
- 1983–1986: Severomoravský krajský přebor – sk. A
- 1986–1991: I. A třída Severomoravského kraje
- 1991–2002: I. A třída Slezské župy – sk. A
- 2002–2007: I. B třída Moravskoslezského kraje – sk. B
- 2007–2010: Ostravský městský přebor
- 2010–2011: Ostravská městská soutěž
- 2011–2012: Ostravský městský přebor
- 2012–2014: Ostravská městská soutěž
- 2014–2024: Ostravský městský přebor
- 2024–: Ostravská městská soutěž

Jednotlivé ročníky
Zdroj: 
Legenda: Z – zápasy, V – výhry, R – remízy, P – porážky, VG – vstřelené góly, OG – obdržené góly, +/− – rozdíl skóre, B – body, červené podbarvení – sestup, zelené podbarvení – postup, fialové podbarvení – reorganizace, změna skupiny či soutěže
| Československo (1953 – 1993) |                                            |        |    |     |     |     |     |     |     |    |        |
| Sezóny                       | Liga                                       | Úroveň | Z  | V   | R   | P   | VG  | OG  | +/− | B  | Pozice |
| ...                          |                                            |        |    |     |     |     |     |     |     |    |        |
| 1982/83                      | I. A třída Severomoravského kraje          | 6      | 26 | 14  | 5   | 7   | 45  | 25  | +20 | 33 | 3.     |
| ...                          |                                            |        |    |     |     |     |     |     |     |    |        |
| 1985/86                      | Severomoravský krajský přebor – sk. A      | 5      | 26 | 3   | 5   | 18  | 26  | 74  | −48 | 11 | 13.    |
| ...                          |                                            |        |    |     |     |     |     |     |     |    |        |
| 1989/90                      | I. A třída Severomoravského kraje          | 6      | 26 | 10  | 6   | 10  | 32  | 38  | −6  | 33 | 5.     |
| 1990/91                      | I. A třída Severomoravského kraje          | 6      | 26 | 7   | 8   | 11  | 29  | 40  | −11 | 22 | 10.    |
| 1991/92                      | I. A třída Slezské župy – sk. A            | 6      | 26 | 10  | 9   | 7   | 48  | 38  | +10 | 29 | 5.     |
| 1992/93                      | I. A třída Slezské župy – sk. A            | 6      | 26 | 8   | 8   | 10  | 27  | 42  | −15 | 29 | 10.    |
| Česko (1993 – )              |                                            |        |    |     |     |     |     |     |     |    |        |
| Sezóny                       | Liga                                       | Úroveň | Z  | V   | R   | P   | VG  | OG  | +/− | B  | Pozice |
| 1993/94                      | I. A třída Slezské župy – sk. A            | 6      | 26 | 12  | 4   | 10  | 39  | 38  | +1  | 28 | 4.     |
| 1994/95                      | I. A třída Slezské župy – sk. A            | 6      | 26 | 8   | 8   | 10  | 30  | 42  | −12 | 32 | 9.     |
| 1995/96                      | I. A třída Slezské župy – sk. A            | 6      | 26 | 7   | 9   | 10  | 38  | 45  | −7  | 30 | 9.     |
| 1996/97                      | I. A třída Slezské župy – sk. A            | 6      | 26 | 11  | 6   | 9   | 31  | 30  | +1  | 39 | 5.     |
| 1997/98                      | I. A třída Slezské župy – sk. A            | 6      | 26 | 10  | 3   | 13  | 39  | 45  | −6  | 33 | 9.     |
| 1998/99                      | I. A třída Slezské župy – sk. A            | 6      | 26 | 10  | 6   | 10  | 46  | 44  | +2  | 36 | 7.     |
| 1999/00                      | I. A třída Slezské župy – sk. A            | 6      | 26 | 11  | 6   | 9   | 45  | 48  | −3  | 39 | 7.     |
| 2000/01                      | I. A třída Slezské župy – sk. A            | 6      | 26 | 11  | 0   | 15  | 36  | 48  | −12 | 33 | 10.    |
| 2001/02                      | I. A třída Slezské župy – sk. A            | 6      | 26 | 5   | 6   | 15  | 29  | 53  | −24 | 21 | 14.    |
| 2002/03                      | I. B třída Moravskoslezského kraje – sk. B | 7      | 26 | 10  | 7   | 9   | 38  | 37  | +1  | 37 | 4.     |
| 2003/04                      | I. B třída Moravskoslezského kraje – sk. B | 7      | 26 | 9   | 5   | 12  | 39  | 48  | −9  | 32 | 12.    |
| 2004/05                      | I. B třída Moravskoslezského kraje – sk. B | 7      | 26 | 10  | 2   | 14  | 43  | 70  | −27 | 32 | 10.    |
| 2005/06                      | I. B třída Moravskoslezského kraje – sk. B | 7      | 26 | 9   | 4   | 13  | 46  | 56  | −10 | 31 | 9.     |
| 2006/07                      | I. B třída Moravskoslezského kraje – sk. B | 7      | 26 | 8   | 3   | 15  | 28  | 66  | −38 | 27 | 13.    |
| 2007/08                      | Ostravský městský přebor                   | 8      | 26 | 10  | 2   | 14  | 45  | 79  | −34 | 32 | 8.     |
| 2008/09                      | Ostravský městský přebor                   | 8      | 26 | 8   | 6   | 12  | 42  | 53  | −11 | 30 | 10.    |
| 2009/10                      | Ostravský městský přebor                   | 8      | 26 | 7   | 5   | 14  | 47  | 58  | −11 | 26 | 13.    |
| 2010/11                      | Ostravská městská soutěž                   | 9      | 16 | 9   | 3   | 4   | 40  | 24  | +16 | 30 | 2.     |
| 2011/12                      | Ostravský městský přebor                   | 8      | 26 | 5   | 5   | 16  | 36  | 73  | −37 | 20 | 14.    |
| 2012/13                      | Ostravská městská soutěž                   | 9      | 14 | ... | ... | ... | ... | ... | ... |    | 2.     |
| 2013/14                      | Ostravská městská soutěž                   | 9      | 14 | 10  | 1   | 3   | 39  | 17  | +22 | 31 | 2.     |
| 2014/15                      | Ostravský městský přebor                   | 8      | 30 | 15  | 7   | 8   | 51  | 51  | 0   | 52 | 6.     |
| 2015/16                      | Ostravský městský přebor                   | 8      | 34 | 16  | 6   | 12  | 76  | 66  | +10 | 54 | 6.     |
| 2016/17                      | Ostravský městský přebor                   | 8      | 26 | 15  | 6   | 5   | 74  | 40  | +34 | 51 | 4.     |
| 2017/18                      | Ostravský městský přebor                   | 8      | 26 | 8   | 4   | 14  | 56  | 72  | −16 | 28 | 11.    |
| 2018/19                      | Ostravský městský přebor                   | 8      | 26 | 11  | 4   | 11  | 45  | 49  | -4  | 37 | 7.     |
| 2019/20                      | Ostravský městský přebor                   | 8      | 13 | 6   | 1   | 6   | 30  | 34  | -4  | 19 | 8.     |
| 2020/21                      | Ostravský městský přebor                   | 8      | 9  | 5   | 0   | 4   | 27  | 24  | +3  | 15 | 5.     |
| 2021/22                      | Ostravský městský přebor                   | 8      | 22 | 8   | 4   | 10  | 35  | 61  | -26 | 29 | 6.     |
| 2022/23                      | Ostravský městský přebor                   | 8      | 22 | 4   | 1   | 17  | 25  | 80  | -55 | 13 | 11.    |
| 2023/24                      | Ostravský městský přebor                   | 8      | 27 | 2   | 3   | 22  | 28  | 117 | -89 | 12 | 10.    |
| 2024/25                      | Ostravská městská soutěž                   | 9      | 8  | 4   | 2   | 2   | 28  | 17  | +11 | 14 | 4.     |